# Гвардейское (Ленинградская область)
Гвардейское (до 1948 — Карисалми, фин. Karisalmi) — посёлок в Гончаровском сельском поселении Выборгского района Ленинградской области.  После Советско- Финской войны, финны были эвакуированы с этих территорий во внутренние районы Финляндии. Местные дома были заселены беженцами из внутренних районов СССР. Основные отрасли специализации: Рыболовство, лесозаготовка, сельское хозяйство. Территория с трёх сторон окружена озёрами, вроде озера Соколиное. Они имеют немалые запасы рыбы, а также привлекают туристов, благодаря чему у берега озёр есть несколько туристических баз

## Название
Название Карисалми переводится как «Рифовый пролив».
Зимой 1948 года деревня Карисалми получила почти переводное название Пролив, но через полгода комиссия по переименованию сменила его на Гвардейское по идеологическим причинам.
Переименование было закреплено указом Президиума ВС РСФСР от 13 января 1948 года.

## История

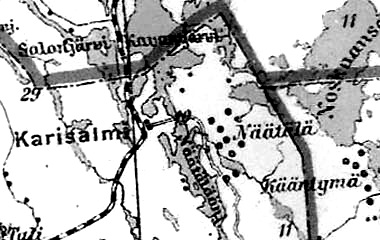
Посёлок Карисалми на финской карте 1923 года

До 1939 года деревня Карисалми входила в состав Выборгского сельского округа Выборгской губернии Финляндской республики.
С 1 января 1940 года по 31 октября 1944 года — в составе Карело-Финской ССР.
С 1 июля 1941 года по 31 мая 1944 года — финская оккупация.
С 1 ноября 1944 года — в составе Кяхарского сельсовета Выборгского района.
С 1 октября 1948 года — в составе Гончаровского сельсовета.
С 1 января 1949 года учитывается административными данными как деревня Гвардейское. При укрупнении хозяйства к деревне было присоединено соседнее селение Корпела.
С 1 июня 1954 года — в составе Гвардейского сельсовета.
В 1961 году население деревни составляло 637 человек.
Согласно данным 1966 и 1973 годов посёлок Гвардейское являлся административным центром Гвардейского сельсовета.
Согласно данным 1990 года посёлок являлся административным центром Гвардейского сельсовета в который входили 4 населённых пункта: посёлки Гвардейское, Овсово, Пальцево и Смирново, общей численностью населения 527 человек. В самом посёлке проживало 350 человек.
В 1997 году в посёлке Гвардейское Гвардейской волости проживали 297 человек, в 2002 году — 321 человек (русские — 92 %). Посёлок являлся административным центром волости.
В 2007 году в посёлке Гвардейское Гончаровского СП проживали 229 человек, в 2010 году — 334 человека.

## География
Посёлок расположен в восточной части района на автодороге 41К-419 (Пальцево — Гвардейское).
Расстояние до административного центра поселения — 12 км. Расстояние до районного центра — 16 км.
В посёлке расположена железнодорожная платформа Гвардейское. 
Посёлок находится на берегах озёр Большое Лесное, Соколиное и Кунье.

## Демография
| 2007 | 2010 | 2017 | 2021 |
| ---- | ---- | ---- | ---- |
| 229  | ↗334 | ↘259 | ↗335 |

## Инфраструктура
Несколько туристических баз, расположенных на берегах озер.

## Религия
Православная церковь Вознесения Господня 2021 года постройки, расположенная у места слияния Соколиного и Куньего озёр. Архитектура здания выдержана в традициях строительства православных храмов юга Финляндии XIX — начала XX веков.

## Упоминания в искусстве
Комплекс исторических зданий станции Карисалми можно видеть в фильме «Приключения Шерлока Холмса и доктора Ватсона: Двадцатый век начинается» — там она «сыграла» роль английской железнодорожной станции Айфорд.

## Улицы
Большой Лесной проезд, Выборгская, Выборгское шоссе, Железнодорожная, Железнодорожный переулок, Заозёрный проезд, Коммунальная, Константиновская, Кречетовая, Лесная, Малый Лесной проезд, Озерная, Пионерская, Прибрежный проезд, Радужный проезд, Скалистый переулок, Соколиная, Сосновая, Тетеревиный проезд, Удачливая, Школьная.